# Jalen Slawson
Jalen Brooks Slawson (Charleston, Carolina del Sur; 22 de octubre de 1999) es un baloncestista estadounidense que pertenece a la plantilla de los Osceola Magic de la NBA G League. Con 2,01 metros de estatura, juega en la posición de alero.

## Trayectoria deportiva

### Universidad
Jugó cinco temporadas con los Paladins de la Universidad Furman, en las que promedió 9,9 puntos, 5,5 rebotes, 2,4 asistencias, 1,3 robos de balón y 1,2 tapones por partido. En su cuarta temporada fue elegido Jugador Defensivo del Año de la Southern Conference.
Slawson decidió utilizar el año adicional de elegibilidad otorgado a los atletas universitarios que jugaron en la temporada 2020 debido a la Pandemia de COVID-19 y regresar a Furman para una quinta temporada. Fue elegido Jugador del Año de la Southern Conference y ayudó a los Paladins a alcanzar su primer torneo de la NCAA en 43 años.

#### Estadísticas
| Año     | Equipo | PJ  | PT  | MPP  | %TC  | %3P  | %TL  | RPP | APP | ROB | TPP | PPP  |
| ------- | ------ | --- | --- | ---- | ---- | ---- | ---- | --- | --- | --- | --- | ---- |
| 2018–19 | Furman | 26  | 0   | 6.0  | .364 | .167 | .250 | 1.5 | .2  | .5  | .5  | .7   |
| 2019–20 | Furman | 32  | 32  | 22.6 | .497 | .265 | .727 | 5.1 | 1.5 | 1.1 | .8  | 6.9  |
| 2020–21 | Furman | 25  | 17  | 25.5 | .569 | .368 | .691 | 5.3 | 2.8 | 1.2 | 1.2 | 8.7  |
| 2021–22 | Furman | 34  | 34  | 30.9 | .486 | .306 | .795 | 7.4 | 3.7 | 1.7 | 1.7 | 14.5 |
| 2022–23 | Furman | 36  | 36  | 30.7 | .556 | .394 | .775 | 7.1 | 3.2 | 1.5 | 1.5 | 15.6 |
| Total   | Total  | 153 | 119 | 24.0 | .519 | .329 | .754 | 5.5 | 2.4 | 1.3 | 1.2 | 9.9  |

### Profesional
Fue elegido en la quincuagésimo cuarta posición del Draft de la NBA de 2023 por los Sacramento Kings. El 2 de julio de 2023 firmó un contrato dual con Sacramento y su filial en la G League, los Stockton Kings.
El 11 de septiembre de 2024 fichó por Orlando Magic, pero fue cortado dos días antes del comienzo de la temporada. Una semana más tarde se incorporó a su filial, los Osceola Magic.

## Estadísticas de su carrera en la NBA

### Temporada regular
| Año     | Equipo     | PJ | PT | MPP | %TC  | %3P  | %TL | RPP | APP | ROB | TPP | PPP |
| ------- | ---------- | -- | -- | --- | ---- | ---- | --- | --- | --- | --- | --- | --- |
| 2023-24 | Sacramento | 12 | 0  | 3.1 | .667 | .000 | -   | .6  | .2  | .1  | .1  | .7  |
| Total   | Total      | 12 | 0  | 3.1 | .667 | .000 | -   | .6  | .2  | .1  | .1  | .7  |